# Police fédérale (Belgique)
 (avril 2016).
 (juin 2022).
La mise en forme du texte ne suit pas les recommandations de Wikipédia : il faut le « wikifier ».
Les points d'amélioration suivants sont les cas les plus fréquents. Le détail des points à revoir est peut-être précisé sur la page de discussion.
- Les titres sont pré-formatés par le logiciel. Ils ne sont ni en capitales, ni en gras.
- Le texte ne doit pas être écrit en capitales (les noms de famille non plus), ni en gras, ni en italique, ni en « petit »…
- Le gras n'est utilisé que pour surligner le titre de l'article dans l'introduction, une seule fois.
- L'italique est rarement utilisé : mots en langue étrangère, titres d'œuvres, noms de bateaux, etc.
- Les citations ne sont pas en italique mais en corps de texte normal. Elles sont entourées par des guillemets français : « et ».
- Les listes à puces sont à éviter, des paragraphes rédigés étant largement préférés. Les tableaux sont à réserver à la présentation de données structurées (résultats, etc.).
- Les appels de note de bas de page (petits chiffres en exposant, introduits par l'outil «  Source ») sont à placer entre la fin de phrase et le point final[comme ça].
- Les liens internes (vers d'autres articles de Wikipédia) sont à choisir avec parcimonie. Créez des liens vers des articles approfondissant le sujet. Les termes génériques sans rapport avec le sujet sont à éviter, ainsi que les répétitions de liens vers un même terme.
- Les liens externes sont à placer uniquement dans une section « Liens externes », à la fin de l'article. Ces liens sont à choisir avec parcimonie suivant les règles définies. Si un lien sert de source à l'article, son insertion dans le texte est à faire par les notes de bas de page.
- La présentation des références doit suivre les conventions bibliographiques. Il est recommandé d'utiliser les modèles {{Ouvrage}}, {{Chapitre}}, {{Article}}, {{Lien web}} et/ou {{Bibliographie}}. Le mode d'édition visuel peut mettre en forme automatiquement les références.
- Insérer une infobox (cadre d'informations à droite) n'est pas obligatoire pour parachever la mise en page.

Pour une aide détaillée, merci de consulter Aide:Wikification.
Si vous pensez que ces points ont été résolus, vous pouvez retirer ce bandeau et améliorer la mise en forme d'un autre article.
Pour les articles homonymes, voir Police fédérale.

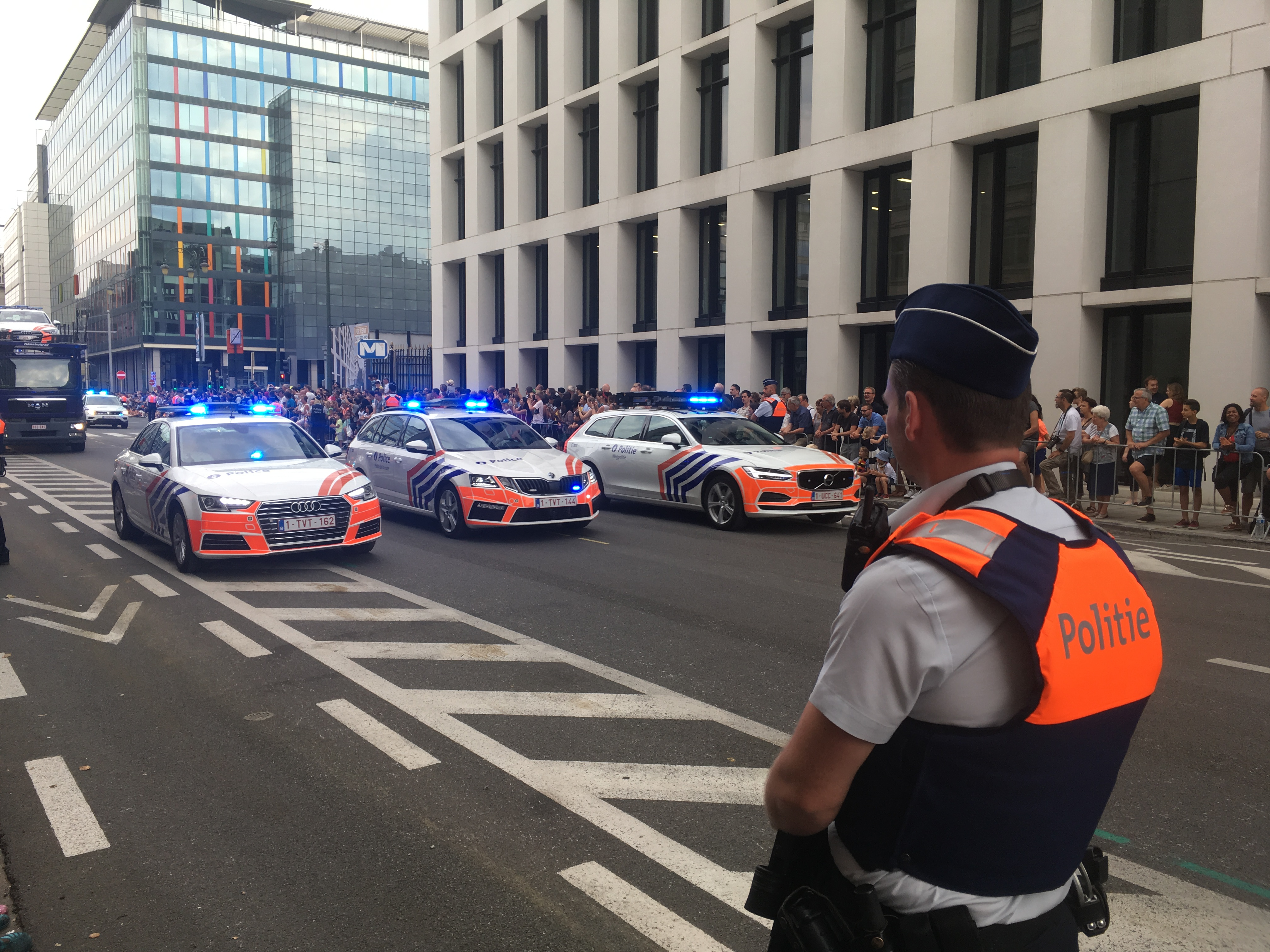
Patrouilles de la Police Fédérale à Bruxelles, reconnaissables par les lignes orange sur le capot, contrairement aux voitures des Polices Locales qui elles montrent des lignes bleu clair.

La police fédérale belge est le corps de police national du Royaume de Belgique, ainsi que l'un des deux niveaux de police dans le pays (le second étant la police locale).
La création de la police fédérale est régie par la loi du 7 décembre 1998 qui donna lieu à la Réforme des polices de Belgique entrée en vigueur le 1er janvier 2001, à la suite des nombreux dysfonctionnements constatés lors de l'affaire Dutroux.

## Historique
Comme la police locale, la police fédérale belge fut créée le 1er janvier 2001, remplaçant de facto les trois anciennes institutions de police précédentes en Belgique: la police communale, la police judiciaire et la gendarmerie nationale.

## Missions

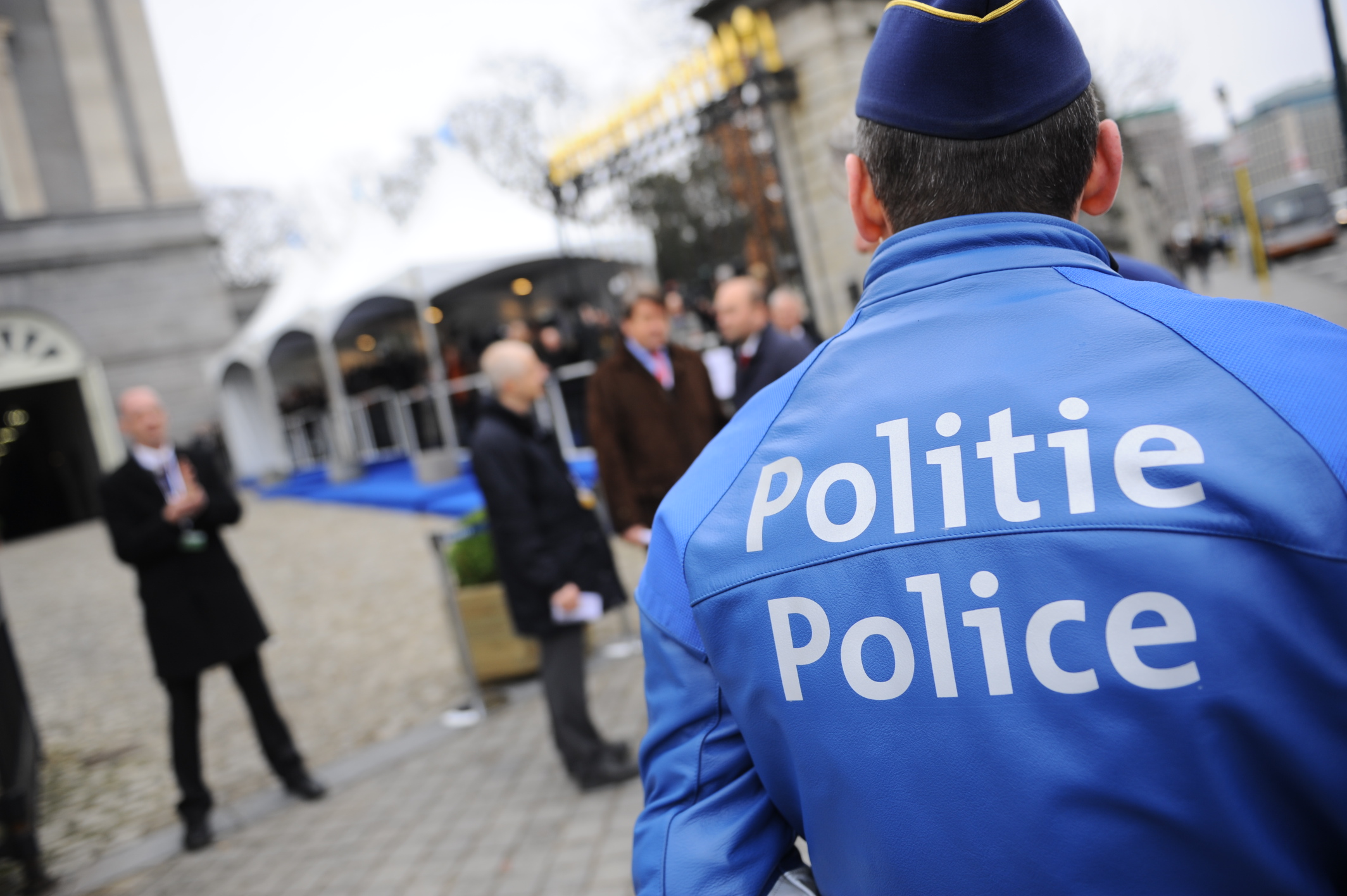
Policier encadrant une manifestation à Bruxelles, en 2012.

La police fédérale accomplit des missions spécialisées et supralocales de police administrative et judiciaire ainsi que des missions d'appui pour les unités, au profit des services de police locale et pour la police fédérale elle-même sur l'ensemble du territoire belge. Elle est également chargée de la sécurité et du maintien de l’ordre sur les autoroutes du pays, à travers l’unité de la Police de la route - Wegpolitie. 
La Police Fédérale est placée sous l'autorité du commissaire général.
Elle est composée d'un commissariat général (CG) et de trois directions générales :
- Direction générale de la police administrative (DGA) ;
- Direction générale de la police judiciaire (DGJ) ;
- Direction générale de l'appui et de la gestion (DGR).

## Autorité
La police fédérale est placée sous l'autorité des ministres de l'Intérieur et de la Justice. Elle est dirigée par le commissaire général. La police fédérale dispose d'environ 12 000 employés (9 000 policiers et 3 000 membres civile du personnel)
| Mandat                            | Commissaire général              |
| --------------------------------- | -------------------------------- |
| 1er décembre 2000 – 1er mars 2007 | CDP Herman Fransen               |
| 1er mars 2007 – 24 mars 2011      | CDP Fernand Koekelberg           |
| 24 mars 2011 – 1er mars 2012      | CDP Paul Van Thielen (f.f.)      |
| 1er mars 2012 – 1er mai 2018      | CDP Catherine De Bolle           |
| 1er mai 2018 - 15 juin 2018       | CDP Claude Fontaine (Ad-interim) |
| 15 juin 2018 - 15 juin 2023       | CDP Marc De Mesmaeker            |
| 15 juin 2023 -                    | CDP Eric Snoeck (Ad interim)     |

## Organigramme de la police fédérale
La police fédérale est composée de :
- du commissariat général,
- de trois directions générales,
  - la Direction générale de la police administrative,
  - la Direction générale de la police judiciaire,
  - la Direction générale de la gestion des ressources et de l'information,
- de directions et de services centraux à Bruxelles,
- de directions et de services déconcentrés dans les arrondissements.

## Commissariat général

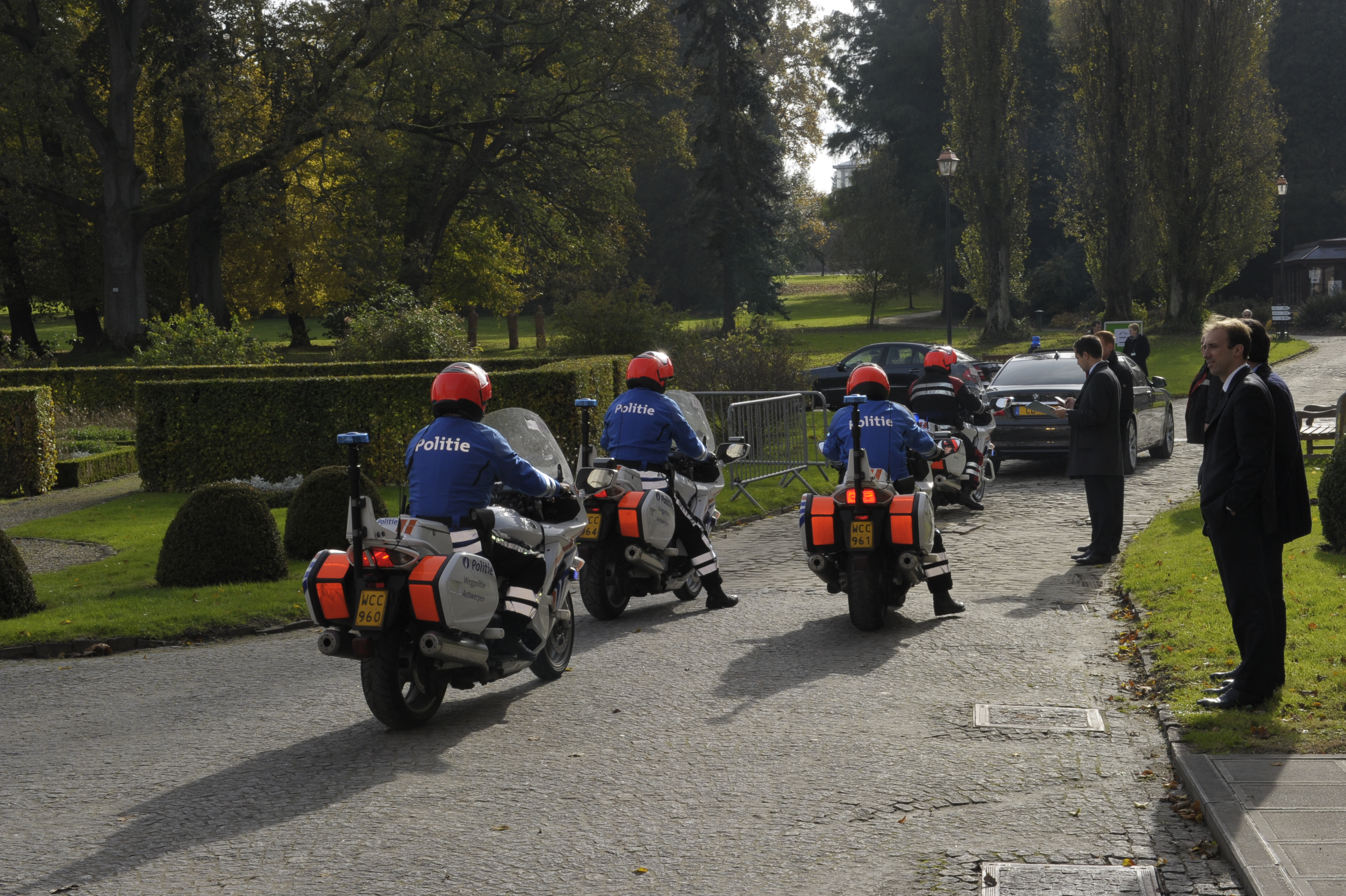
Motards fédéraux de la WPR escortant une voiture officielle.

Le commissariat général est dirigé par un commissaire général qui est, depuis le 15 juin 2018 Marc De Mesmaeker. Aidée des directions et services regroupés au sein du commissariat général, la commissaire générale remplit des missions spécifiques. La commissaire générale doit favoriser un fonctionnement intégré plus efficace des deux niveaux de police. De plus, la collaboration avec les services de police étrangers sont garantis et développés par le commissariat général.
La commissaire générale dirige et coordonne également les trois directions générales :
- la direction générale de la police administrative,
- la direction générale de la police judiciaire,
- la direction générale de la gestion des ressources et de l'information.

### Directions du commissariat général
Le commissariat général est composé des directions suivantes :
- La direction de la coopération policière internationale qui s'occupe des relations entre la police fédérale et les polices des autres pays, ainsi que les organisations policières internationales. Elle assure également l'appui des policiers envoyés en mission à l'étranger.
- La direction de la stratégie policière.
- La direction de la communication.
- La direction interne de prévention et de protection au travail.
- Les directions de coordination et d'appui déconcentrées. Ces directions sont sous l'autorité d'un directeur coordinateur. Elles appuient et coordonnent entre autres les actions de police administrative impliquant plusieurs zones de police locale et éventuellement la police fédérale.

### Services du commissariat général
Il existe trois services :
- le service audit interne est chargé de rédiger des rapports et de conseiller la police fédérale afin d'améliorer son fonctionnement.
- le service gestion intégrée gère le personnel et les budgets des services et directions.
- le service Infosec .

### Directions de coordination et d'appui déconcentrées
Au niveau des arrondissements judiciaires, existent également les directions de coordination et d'appui déconcentrées.
Chaque direction de coordination et d'appui est dirigée par un directeur coordinateur. Il occupe, avec le directeur judiciaire, une importante place dans le fonctionnement policier intégré. Sa fonction consiste, entre autres, à organiser l'échange d'information entre la police administrative et les arrondissements, à organiser la collaboration interzonale entre les différentes zones de police et à veiller au fonctionnement du centre d'information et de communication provincial (SICAD ou Service d'Information et de Communication de l'Arrondissement - Informatie en Communicatie Arrondissement Dienst, regroupant la fonction « gestion des événements » au sein de la section CIC ou Centre d'Information et de Communication, et la fonction « gestion des informations » au sein de la section CIA ou Carrefour d'Information de l'Arrondissement).
La réalisation concrète des tâches se fait par arrondissement.

## Direction générale de la police administrative

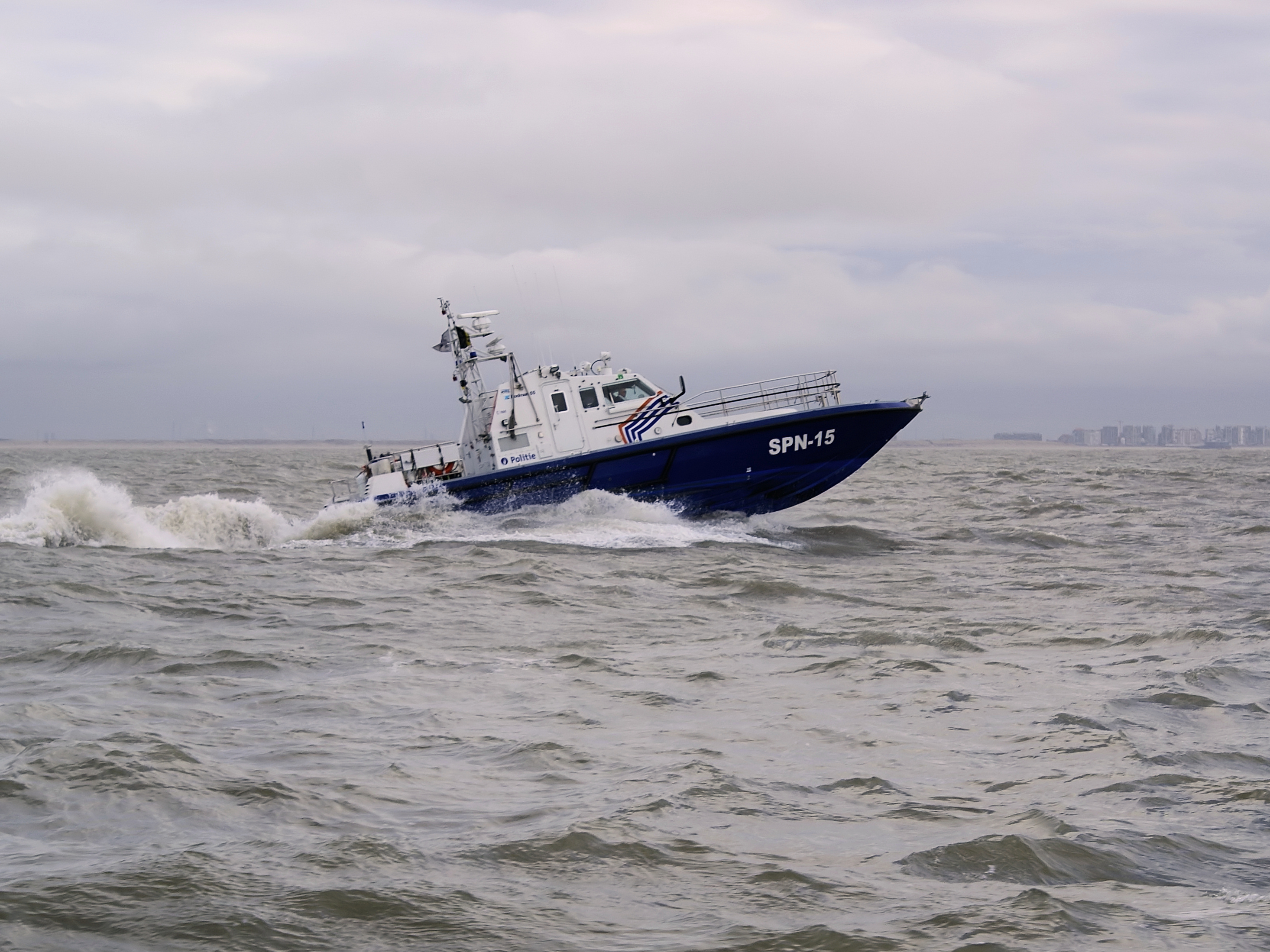
Bateau de la police fédérale, en Mer du nord, au large d'Ostende.

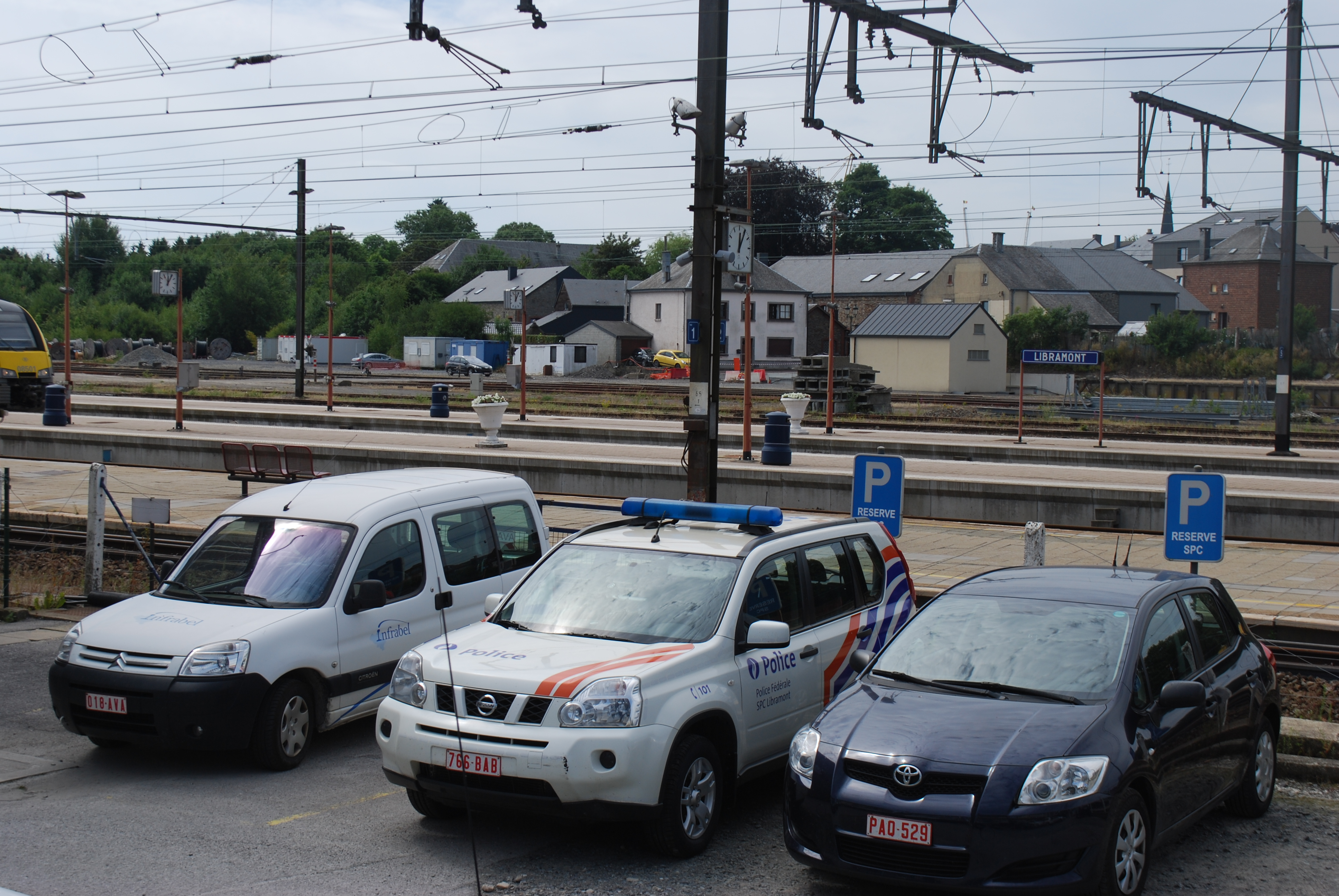
Véhicule de la police fédérale des chemins de fer en gare de Libramont.

La direction générale de la police administrative est composée d'une direction centrale et de plusieurs entités. Nous retrouvons ainsi :
- La direction de la sécurisation (DAB).
- La direction des opérations de police administrative.
- La direction de la police des chemins de fer.
- La direction de la police de la route qui se compose de services centraux et déconcentrés et qui est chargée du contrôle du trafic routier sur les grands axes comme les autoroutes.
- La direction de la police aéronautique.
- La direction de la police de la navigation.
- La direction d'appui canin qui fournit des chiens spécialisés sur demande des autorités judiciaires.
- Le service d'appui aérien (DAFA) qui fournit des moyens aériens pour des surveillances d'évènements d'ampleur comme des manifestations ou des embouteillages, pour des recherches de personnes disparues ou de suspects, pour la transmission d'images vidéos, etc.
- La direction de sécurité publique, composée entre autres de la police à cheval, des arroseuses, etc.
- La direction de protection composée des détachements chargés de la protection de personnes et biens, de la protection de membres de la famille royale[10], la protection des palais royaux et de missions de police auprès du Shape.
- Un secrétariat.

La direction générale de la police administrative est active sur l'ensemble du territoire national et elle assure les missions de police administrative de première ligne. Ces missions sont, par exemple, celles de la Police de la route sur les autoroutes et les routes, de la Police de navigation sur la Mer du Nord et les voies navigables, de Police des chemins de fer sur les voies ferroviaires et dans les gares, de Police aéronautique à l'aéroport national et dans cinq aéroports régionaux, de contrôle de l'immigration et des frontières. La direction fournit aussi une appui aérien et un appui canin.
Le personnel de cette direction générale exécute en outre des missions de protection, telles les escortes de transports de fonds, le transfert de détenus dangereux, veille à la surveillance des Palais Royaux et la protection des membres de la Famille Royale, ou effectue des missions de police auprès du Shape (quartier général des forces de l'OTAN en Europe).

## Direction générale de la police judiciaire (DGJ)
La direction générale de la police judiciaire (dirigée, depuis le 28 mai 2019, par le Commissaire Divisionnaire Eric SNOECK) exerce des missions de police judiciaire supra locale et spécialisées. Dans les faits, le service est nommé « Police Judiciaire Fédérale » (PJF).
Elle est organisée autour de directions centrales et de directions judiciaires déconcentrées. Il existe une direction judiciaire (DirJu) déconcentrée par arrondissement judiciaire et l'ensemble de ces directions représente la majorité du personnel de la direction générale. Chaque arrondissement est donc doté de sa Police Judiciaire Fédérale distincte. Ce sont principalement les membres des PJF qui effectuent le travail de terrain, à savoir les enquêtes spécialisées et supra-locales.
Les compétences de la police judiciaire fédérale couvrent de vastes domaines comme les enlèvements, le racket, les prises d'otage, les attentats à la bombe, les carjacking et homejacking, les hold-up, les assassinats, les incendies, les fausses monnaies et faux moyens de paiement, la traite des êtres humains, les menaces sérieuses et graves à l'égard de magistrats, de policiers, de témoins, etc., la corruption, la délinquance économique, financière, sociale et fiscale organisée, le blanchiment, l'escroquerie financière, la criminalité informatique, les trafics à grande échelle, le terrorisme, les sectes, etc.
Les arrondissements judiciaires possèdent également des carrefours d’information d’arrondissement (CIA) qui centralisent et traitent les informations judiciaires.

## Direction générale de la gestion des ressources et de l'information

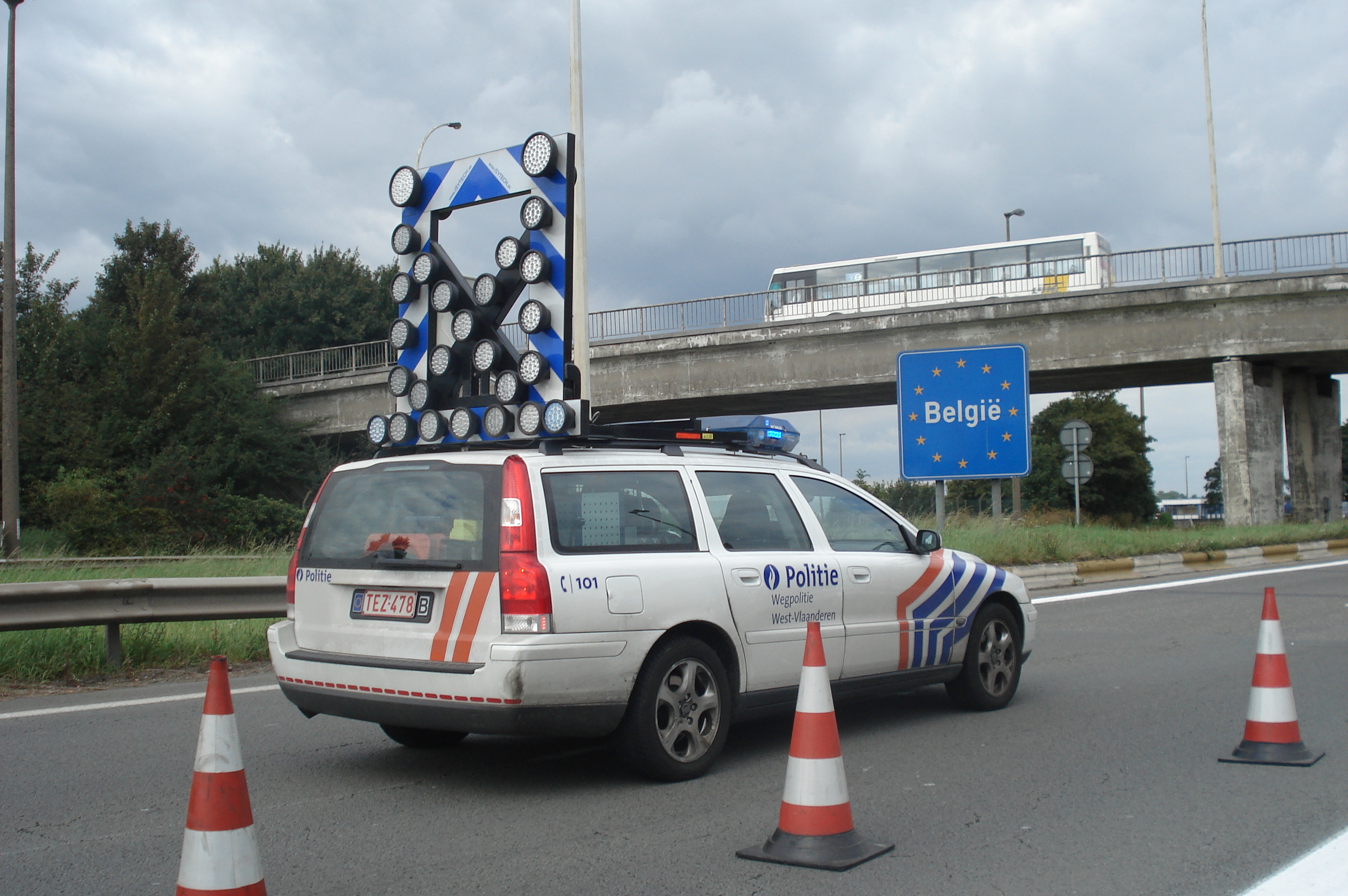
Véhicule d'intervention de la WPR.

La Direction générale de la gestion des ressources et de l'information est composée des entités suivantes :
- Les services dépendant directement du directeur général
- Quatre directions :
  - La Direction du Personnel
  - La Direction de la Logistique
  - La Direction de l’information policière et des moyens ICT
  - La Direction des Finances.

La direction générale de la gestion des ressources et de l'information offre ses services à la police fédérale et fournit un appui à la police locale. Ses compétences couvrent la gestion du personnel, des moyens matériels et financiers :
- En matière de personnel : le recrutement, la sélection, la carrière, le statut, le contentieux et le service médical, gérés par la Direction du personnel.
- Les moyens logistiques, l'équipement et les infrastructures mises à disposition de la police fédérale, gérés par la Direction de la logistique.
- Les aspects techniques des systèmes informatiques, des banques de données et des réseaux policiers, qui sont gérés par la Direction de l’information policière et des moyens ICT.
- Les finances ainsi que la préparation et l'attribution des marchés publics pour la police intégrée, qui sont gérés par la Direction des finances.

## Identification
Parmi les éléments d'identification policière, on retrouve entre autres le logo, le stripping orange (le bleu étant pour la police locale) et les grades.

### Logo
Le logo représentant la police fédérale et locale représente une main. Les couleurs reprises dans la fine ligne sous le lettrage du logo, orange pour la police fédérale et bleu clair pour la police locale, permettent de différencier les deux niveaux de la police.